# Богомоља „Водица“ у Кикинди
Богомоља Водица налази се 3 km јужно од Кикинде, у једној удољици испод насипа Кикиндског канала. Сазидана је 1865. године. Припада Епархији банатској Српске православне цркве. Комплекс се састоји од црквице, конака и куће чувара и споменик је културе од великог значаја.

## Легенде о Богомољи Водица
Постоје две легенде о Водици. Према једној, лековитост воде са овог извора, открио је један чобанин. Чувајући овце, опрао је своје уморне и болесне ноге у барици испод брега из којег се цедио танак млаз воде. Приметио је да му је боље, па је исто учинио и наредних неколико дана и потпуно оздравио. Од тог доба, па до данашњег дана, многи телесни и душевни болесници налазе олакшање и исцељење на кикиндској Водици.
Према другом предању, опет је чобанин први приметио лековитост воде и то тако што се једна болесна овца заглибила се у блату и немогавши ићи за стадом, остала је тако читав дан. Када се чобанин вратио, овчица је весело трчкала. Касније су на том месту ископана четири бунара.

## Историјат Богомоље Водица
Први писани помен о Водици у записима црквене општине датира из 1837. године, када је у попису инвентара за ту годину, записано: На месту званом Валов, где из брега вода сузи, налази се крст са две иконе и колиба трском покривена. Из тог податка се да закључити да је то место и пре те године било проглашено за светилиште, чим је на њему подигнут крст, а извор заштићен колибом.
Године 1865. сазидана је мала капела од тврдог материјала, дужине 3,5 метра, ширине 2 метра, висине 2,6 метара, засвођена сводом од цигле са малим торњем и једним малим звоном. На јужном зиду у унутрашњости капеле постављена је плоча од црвеног камена са натписом: Српска црквена општина Велика Кикинда-БОЛНИЦИМА 1865. године. Капела је посвећена Светој великомученици Марини – Огњеној Марији. Некада је на дан Огњене Марије на Водицу ишла литија из Кикинде.
На степенастом постаменту поред Богомоље, налази се камени крст. Судећи по натпису на крсту, целина је освећена 1867. након изградње данашње цркве.

## Конак поред Богомоље
Да би невољници и болесници, који су уочи Огњене Марије, а и у другим приликама у току године долазили и ноћивали на Водици били заштићени од невремена и хладних ноћи, 1895. године начињено је склониште у непосредној близини капеле, са северне стране урезано у брег, озидано и засвођено циглом, 5 метара дугачко, 3 метра широко и 2 метра високо.

## Осликавање унутрашњости Богомоље
Унутрашњост капеле није била осликана све до 2009. године, када је кикиндски иконописац, Сандра Станковић започела осликавање унутрашњости црквице иконама. Икона „Богородица шира од небеса са анђелима“ заузима средишњи део заобљеног зида црквице, између икона Свете Петке и Свете великомученице Марине.

## Признање
Цео комплекс Водице је 1980. године Покрајински завод за заштиту споменика културе у Новом Саду прогласио за споменик културе и ставио под своју заштиту. 1991. године, комплекс је проглашен за непокретно културно добро од великог значаја.